# L'Est Républicain
L'Est Républicain és un diari regional francès amb seu a Nancy, França.

## Història
L'Est Républicain va ser establert el 5 de maig de 1889, dia de la inauguració de l'Exposició Universal de París de 1889, per Léon Goulette, un republicà francès. El periòdic es va fundar sobre la base del anti- Boulangisme. Va ser tancat el 1941 quan França estava sota l'ocupació alemanya durant la Segona Guerra Mundial. La producció es va reprendre en 1946. El diari té la seva seu a Nancy i té el seu mercat principal a les regions de Lorena i Franc Comtat.
El Est Républicain té una postura conservadora. El rotatiu pertany a la Societe du Journal l'Est Republicain SA, que també és propietària dels diaris La Liberté de l'Est i Els Dernières Nouvelles d'Alsace, entre d'altres. L'editor de L'Est Républicain és Est Bourgogne Rhône Alps.
El 23 de setembre de 2006, L'Est Républicain va publicar un informe sobre la possible mort d'Osama bin Laden.
El 2009 el tiratge del diari va ser de 180 000 exemplars. i el 2020 va ser comprat per 107.587 persones diàries de mitjana, cosa que el va situar en el dotzè lloc de la premsa diària regional francesa.